# دمشقيات
دمشقيات أو حافِريات أو مَرموزيات (الاسم العلمي: Calceolariaceae)، فصيلة نباتات مُزهرة من رتبة الشفويات. تضم الفصيلة ثلاثة أجناس.